# Ingentia
Ingentia – rodzaj zauropoda żyjącego ok. 201 mln lat temu w późnym triasie na terenach dzisiejszej Argentyny; jego gatunek typowy, Ingentia prima mierzył 10 m długości i ważył 10 ton. Ingentia jest jednym z najwcześniejszych znanych rodzajów, które charakteryzowały się rozwojem w kierunku gigantyzmu, do tej pory uważanego za powstały w okresie jurajskim, jednocześnie jednak nie posiada wielu cech anatomicznych, uważanych uprzednio za niezbędne do zwiększania masy ciała i tym samym uważanych za zarezerwowane dla euzauropodów.